# Filopàtor II
Filopàtor II fou rei de Cilícia.
Només és conegut per una menció que en fa Tàcit que diu que va morir l'any 17 i, potencialment, una inscripció trobada a Anazarbos. La seva identitat no és prou clara: per alguns era fill de Tarcondimot II, per altres era el mateix Tarcondimot II, i per uns altres encara era Filopàtor I al que s'havia permès recuperar el tron a la mort del seu germà.